# Ємилівка (селище)
Ємилівка — селище в Голованівській громаді Голованівського району Кіровоградської області України. Населення становить 689 осіб.

## Населення
Згідно з переписом УРСР 1989 року чисельність наявного населення селища становила 798 осіб, з яких 343 чоловіки та 455 жінок.
За переписом населення України 2001 року в селищі мешкало 686 осіб.

### Мова
Розподіл населення за рідною мовою за даними перепису 2001 року:
| Мова       | Відсоток |
| ---------- | -------- |
| українська | 95,50 %  |
| російська  | 3,63 %   |
| молдовська | 0,44 %   |
| німецька   | 0,15 %   |
| інші       | 0,28 %   |